# هلین شوهلم
هلین شوهُـلم (سوئدی: Helen Sjöholm؛ ‏ تلفظ سوئدی: [hɛˈleːn ˈɧø̌ːhɔlm]؛ ‏ زادهٔ ۱۰ ژوئیهٔ ۱۹۷۰) خواننده و بازیگر اهل سوئد است. او در تئاترهای موزیکال متعددی هنرنمایی کرده است که از آن میان می توان به ویولن‌زن روی بام و بینوایان اشاره کرد.
از فیلم‌هایی که وی در آن نقش داشته‌است، می‌توان به آنگونه که در بهشت است اشاره کرد.
وی همچنین برندهٔ جوایزی همچون مدرک افتخاری شده‌است.